# Sebastian Neumann
Sebastian Neumann (Berlijn, 18 februari 1991) is een Duits voormalig voetballer die doorgaans speelde als centrale verdediger. Tussen 2009 en 2020 speelde hij voor Hertha BSC II, Hertha BSC, VfL Osnabrück, VfR Aalen, Würzburger Kickers en MSV Duisburg.

## Clubcarrière
Neumann werd geboren in Berlijn en vandaar was het zeker geen opvallende keuze dat hij ging spelen in de jeugdopleiding bij Hertha BSC, de grootste club van de Duitse hoofdstad. Tussen 2009 en 2012 speelde de verdediger voornamelijk bij de beloften van die club, maar een aantal keer mocht hij opdraven bij het eerste elftal. Zijn debuut voor Hertha maakte Neumann op 22 oktober 2010, toen er met 2–0 gewonnen werd van Greuther Fürth. Tijdens dat duel mocht hij in de tweede helft invallen. In augustus 2012 trok Neumann naar VfL Osnabrück, waar hij een tweejarige verbintenis ondertekende. De verdediger kreeg al vrij snel een basisplaats toebedeeld. Na twee jaar verkaste de verdediger naar VfR Aalen, waar hij opnieuw twee jaar verbleef. In de zomer van 2016 vertrok hij naar Würzburger Kickers, waar hij zijn handtekening zette onder een verbintenis voor de duur van twee seizoenen. Na zijn transfer naar de Kickers werd hij ook direct benoemd tot aanvoerder van de club. Twee jaar later verkaste Neumann naar MSV Duisburg, waar hij voor twee jaar tekende. In januari 2020 zette Neumann op 28-jarige leeftijd een punt achter zijn actieve loopbaan.

## Erelijst
| 2. Bundesliga | 1 | 2010/11 |